# Crassiclitellata
Ordre
Les Crassiclitellata constituent un ordre de vers annélides, oligochètes. 

## Liste des familles
| Selon ITIS (20 septembre 2022) : - famille Almidae - famille Biwadrilidae - famille Eudrilidae - famille Glossoscolecidae - famille Komarekionidae - famille Kynotidae - famille Microchaetidae - famille Rhinodrilidae Benham, 1890 - famille Sparganophilidae - famille Tritogeniidae Plisko, 2013 - famille Tumakidae | Selon World Register of Marine Species (20 septembre 2022) : - famille Almidae Duboscq, 1902 - famille Biwadrilidae Jamieson, 1971 - famille Criodrilidae Vejdovský, 1884 - famille Diporodrilidae Bouche, 1970 - famille Hormogastridae Michaelsen, 1900 - famille Kazimierzidae Nxele & Plisko, 2016 - famille Microchaetidae Beddard, 1895 emend. Plisko, 2012 - famille Ocnerodrilidae Beddard, 1891 - famille Octochaetidae Michaelsen, 1900 - famille Rhinodrilidae Benham, 1890 - famille Tritogeniidae Plisko, 2013 - famille Tumakidae Righi, 1995 |